# نیکولا بوویه
نیکولا بوویه (به فرانسوی: Nicolas Bouvier) (زاده: ۶ مارس ۱۹۲۹- مرگ: ۱۷ فوریه ۱۹۹۸) نویسنده، جهانگرد، عکاس سرشناس سوئیسی در سال ۱۹۵۳ سوار بر یک فیات توپولینو و با یک ماشین تحریر ژنو را به قصد هند ترک کرد. وی از سن ۱۷ سالگی به سفرهای تفریحی پرداخت. این سفرها سرآغازی برای سیاحت‌های بعدی او شد.

## زندگی
بوویه در سال ۱۹۲۹ شهر گرندلنسی در نزدیکی ژنو به دنیا آمد. او آخرین فرزند از سه فرزند خانواده‌اش بود و در خانواده‌ای با مذهب پروتستان، سخت‌گیر و در عین حال، روشنفکر و دارای ذهنی باز پرورش یافت؛ هرچند که در این محیط زوایای عاطفی هر فرد به شدت تحت کنترل بود. او کودکی خود را در خانه‌ای سپری کرد که به گفتهٔ خود او، «ارزش یک چاقوی برش کاغذ، دو برابر بیش از ارزش چاقوی نان بود». او در توصیف پدرش گفته‌بود: «یکی از مهربان‌ترین موجودات که تا به حال دیده‌ام» و مادرش را اینگونه توصیف می‌کرد: «معمولی‌ترین آشپز در غرب سوئز». او نسبت به آشپزی بی‌تفاوت، جسور در مسافرت و مشتاق به مطالعه بود. در سنین شش تا هفت سالگی، کتاب‌های ژول ورن، جک لندن، رابرت لویی استیونسن، کروود و فنیمور کوپر را خواند. او کودکی خود را اینگونه توصیف کرد: «در هشت سالگی، در حالی که با نوک انگشتانم زبری نان تست را لمس می‌کردم، تصور می‌کردم که بلندی‌های یوکان را پشت سر می‌گذارم. هنوز هم منتظر دنیا هستم تا بزرگ شود و متوجه این عظمت شود»
از سال۱۹۴۶، هنگامی که بوویه جوان فقط هفده سال داشت، مسافرت‌های مختلف خود را به بورگوین، توسکانی، پروونس، فلاندرز، صحرای بزرگ آفریقا، لاپلند و آناتولی آغاز کرد. این مسافرت‌ها شروع راه تبدیل شدن او به یک جهانگرد بود.
نیکلاس بوویه، پس از اتمام تحصیلات دبیرستان، در رشتهٔ حقوق دانشگاه ژنو ثبت نام کرد، اما علاقهٔ او نسبت به تاریخ قرون وسطی و زبان سانسکریت باعث شد تا از ادامه تحصیل در رشته حقوق صرف نظر کرده و در این رشته‌ها ادامه تحصیل داده و حتی نسبت به اخذ مدرک دکترا در این رشته‌ها اقدام کند، هرچند که این امر هرگز تحقق نیافت. او مطالعه‌ای تطبیقی مونان لنست و مال فلاندرز را به عنوان موضوع تز دکترای خود انتخاب کرده بود.
مسافرت‌های پی در پی او به اقصی نقاط دنیا، او را تشویق کرد تا تجربیات و ماجراجویی‌های خود را منتشر نماید. از بین آثار منتشر شدهٔ او کتاب‌های «راه و رسم دنیا» و «نیش عقرب» به شهرت فراوانی دست یافتند. مشخصهٔ اصلی کتاب‌های او بازگویی دقیق آنچه که مشاهده و احساس کرده‌است می‌باشد.
سفر او از ژنو تا ژاپن از بسیاری جهات تحت تأثیر موج هیپی‌های دهه شصت و هفتاد قرار داشت. سفری آرام، کند و تو در تو در یک ماشین کوچک، با خصوصیاتی منحصربه‌فرد بود.
در اواخر دهه ۱۹۵۰، سازمان بهداشت جهانی از وی خواست تا در سفرهای خویش به دور دنیا، عکس‌هایی در زمینه چشم و بیماری‌های چشمی جمع‌آوری و تهیه کند. بدین طریق بود که بوویه از راه عکاسی و برپایی نمایشگاه‌هایش نیز در زمینه عکاسی به شهرت رسید. پیر استاروبینسکی در نمایشگاه لهٔ‌کرپس، میریر دود مونده (بدن آینه‌ای از جهان) در مورد آثار بوویه می‌گوید: «تصویر به مانند موسیقی، زبانی جهانی و بدون نیاز به مترجم است».

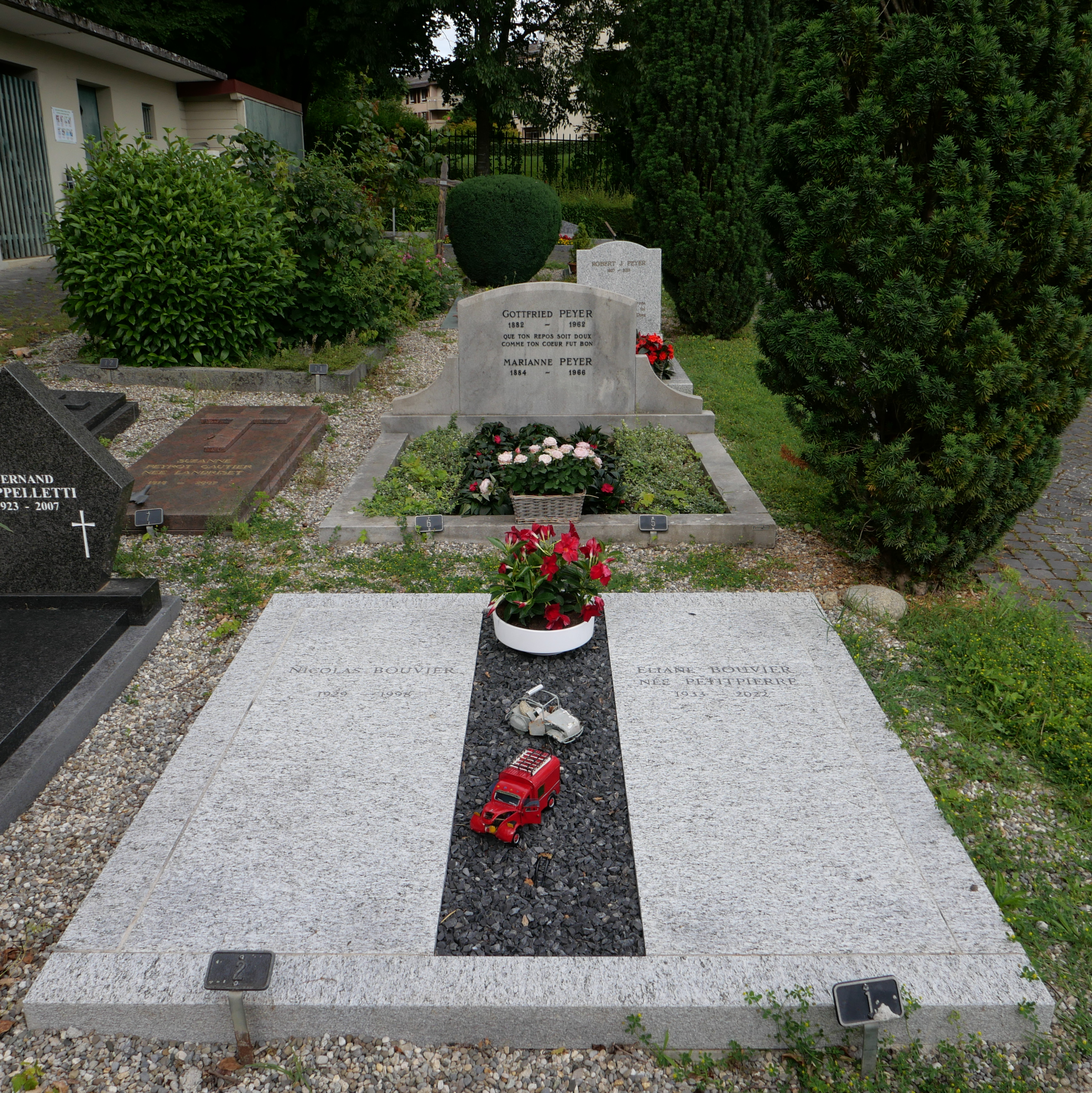
قبر در سال 2024.

مسافرت‌های پی در پی بووبه به معنای این نبود که از اقامت خود در سوئیس ناراضی است. برخلاف آرامش ظاهری حکم‌فرما بر زندگی اجتماعی بوویه، وی درگیر فعالیت‌های مختلف بود. او پس از ترک انجمن نویسندگان سوئیس که آن را بسیار محافظه‌کارانه و محتاط یافته‌بود به همراه فیشچ و دورانمت گروه اونکن را تشکیل دادند. بویه در سال ۱۹۸۲، برندهٔ جایزهٔ بزرگ ادبی منتقدین شد. همچنین در سال ۱۹۸۶، جایزه بزرگ مسابقه «نامه‌هایی به بل» یا نامه‌هایی به دختر زیبا را از آن خود کرد. جایزه رامورز نیز در سال ۱۹۹۵ به جهت فعالیت‌های هنری و ادبی به وی تعلق گرفت.
وی سرانجام در ۱۷ فوریه ۱۹۹۸، در اثر بیماری سرطان و به گفته همسرش «در آرامش کامل» چشم از جهان فروبست. بوویه آخرین محل استراحت خود را در گورستان جدید کلنی یافت. همسرش الیان (1933-2022) که دختر ماکس پتی پییر، مشاور ملی و خواهرزاده فیلسوف دنیس دو روژمون بود، در کنار او به خاک سپرده شد. این قبر با دو خودروی مدل افسانه ای سیتروئن 2CV تزئین شده است که او با آن به سراسر جهان سفر کرده است.

## سفرهای اصلی نیکولا بوویه
نیکولا سفر خود را با ملحق شدن به دوست نقاش‌اش «تیری ورنه» در بلگراد آغاز کرد، تا از آنجا به اتفاق هم، در خلال ماه‌های طولانی و پیش از جدایی پای در مسیر بگذارند. سفر نیکولا چهار سال به طول انجامید و به ژاپن ختم شد. تنها وسیلهٔ تجملی این سفر اتومبیلی بود که هر کجا می‌خواستند آن‌ها را می‌برد و سفر چنان کند پیش می‌رفت که این کندی خود به نوعی هنر بدل شده بود.

### راه خیبر (۱۹۵۳–۱۹۵۴)
سفر راه خیبر بوویه و ورنه در سال ۱۹۵۳ از بلگراد برای دیدن کابل که آن را آخر دنیا می‌پنداشتند، آغاز شد. نیکولا به قدری مشتاق این سفر بود که منتظر اعلام نتایج امتحانات پایان دوره خود نشد. ماه‌ها بعد، هنگامی که در بمبئی بود نامه فارغ‌التحصیلی در رشتهٔ حقوق و ادبیات را دریافت کرد. نیکلا و تیری در این سفر تا دسامبر ۱۹۵۴ به طول انجامید از کشورهای ایران، ترکیه، و پاکستان دیدن کردند. ورنه، مدتی پس از آغاز سفر، دوست خود را رها کرد و به سوئیس بازگشت، از آن پس بوویه به تنهایی به سفر پرداخت.
دیدار و همکاری مجدد ورنه و نیکولا، چند سال بعد در طی برپایی نمایشگاه آثار سفر مشترکشان شکل گرفت. در سال ۲۰۰۹، آثار نمایش داده شده در این نمایشگاه در کتاب راه جهان به چاپ رسید. نیکولا، واژه‌ها را برای بیان خود به کار می‌برد و پاهایش نیز در این راه به درستی از او تبعیت می‌کردند. او معتقد بود که «سفر احتیاج به دلیل ندارد بلکه خود دلیل کافی‌است. هر مسافر ابتدا فکر می‌کند که سفر را خواهد ساخت، اما به زودی متوجه می‌شود که این سفر است که او را می‌سازد».
نیکولا خاطرات سفر دو نفره‌شان از یوگسلاوی تا افغانستان را در کتابی با نام «راه و رسم دنیا» به چاپ رساند. او در این کتاب به شرح آشنایی‌های خود با مردم این مناطق و روحیات آن‌ها پرداخته‌است. قسمتی از این کتاب مربوط به اقامت وی در محله ارامنه تبریز و آشنایی با کردها و بعد در تهران و آشنایی با طرفداران دکتر مصدق و صادق هدایت در سال‌های ۱۳۳۰ شمسی است. وی اقامت خود در ایران را بسیار جذاب و نوستالژیک وصف می‌کند.

### سفر به سیلان (۱۹۵۵)
بوویه در سال ۱۹۵۵ برای رسیدن به سرزمین سیلان، از افغانستان، پاکستان و هند عبور کرد. در این سفر او به شدت بیمار شد بطوری که توانایی راه رفتن را نیز از دست داد و از شدت تب زمین‌گیر شد. او پس از هفت ماه موفق شد بهبودی نسبی کسب کرده و جزیره را ترک کند. او سی سال بعد خاطرات سفر به سیلان را در کتابی با نام «ماهی عقرب» به چاپ رساند.

### سفر به ژاپن (۱۹۵۵–۱۹۵۶)
ژاپن جزیره دیگری بود که بوویه بعد از سیلان به آن سفر کرد. ژاپن در قلب تغییرات، جایی که بوویه چند سال بعد دوباره به آنجا سفر کرد. بوویه خاطرات سفر به ژاپن را به همراه تجربیات سایر جهانگردی‌های خود از دید یک شهروند غربی در ژاپن با نام «رویدادهای ژاپن» به چاپ رساند که با استقبال گسترده مواجه شد.

### سفر به ایرلند (۱۹۸۵)
بوویه داستان سفر خود به ایرلند را در مجلهٔ جزایر آران به چاپ رساند. در این داستان او به شرح وقایع گذشته و نجات جان خویش از حصبه پرداخت. همچنین جزایر ایرلند را دارای هوایی مفرح، روح‌انگیز، سالم و سبک‌کننده توصیف کرد که امیال زمینی و حیوانی را در انسان بیدار می‌کند و انسان را به بازی ناشناخته‌ای دعوت می‌کند. هوای ایرلند شامپاین، کوکائین، کافئین را گرد هم آورده. جذابیت‌هایی که درج نکردن آن‌ها در بروشورهای گردشگری از اشتباهات دفاتر مسافرتی است.

## گذر از ایران
مشکلات مالی ناشی از سفر، این دو جهانگرد را مجبور کرد تا به سرعت از استانبول به سمت مرزهای ایران حرکت کنند. اولین شهری که بوویه و ورنه در ایران به آن وارد شدند، تبریز بود. در طول مدت اقامتشان در تبریز به آموزش زبان فرانسوی و دیدار با مقامات محلی پرداختند. نیکولا دربارهٔ تبریز گفته‌است که: "شهری است که از همه امکانات برخوردار است. مکانی بسیار مناسب برای دو مسافر که در آن بمانند و منتظر آب شدن برف‌های زمستانی باشند." هرچند این اقامت بر اساس برنامه قبلی نبود و با روحیات ماجراجویانه نیکولا منطبق بود، باعث ناراحتی و بیقراری ورنه شده بود.
او ایران را در کتاب راه و رسم دنیا چنین توصیف کرده‌است: "ایران! این سرزمین اشرافی قدیمی، با تجربه‌ها و فراموشی‌های زیاد. ایران درمانده از درمان‌های معمول و نیازمند به توجهات خاص. هدیه دادن به کودکان سرزمینی که پنج هزار سال بیش از بابانوئل قدمت دارد کار آسانی نیست.

## کتابها
- راه و رسم دنیا: حاصل سفر اول او کتابی است به نام «راه و رسم دنیا» که مهم‌ترین ماجراهای این کتاب در ایران روی می‌دهد. این کتاب در ادبیات فرانسه جایگاه ویژه‌ای کسب کرد. طنز و طعنهٔ هوشیارانه‌ای این کتاب و تصویری که از دنیای واقعی ترسیم می‌کند که از ساده‌ترین ارتباطات فرهنگی نشأت می‌گیرد. این کتاب در ایران توسط ناهید طباطبایی از زبان فرانسوی ترجمه شده‌است و در انتظار دریافت مجوز می‌باشد.[۶]
- ماهی عقرب: Scorpion Fish
- رویدادهای ژاپن
- بیرون و درون: این کتاب تنها مجموعه شعری نیکولا بوویه به‌شمار می‌رود و به نوعی حاصل سفرها، کتاب‌ها و عکاسی‌های وی می‌باشد و بوویه در آن قصد دارد تجربه‌های هستی گرایانه خود را با خواننده تقسیم کند. بخش بیرون، هر شعرش تابلوی کوچکی را به نمایش می‌گذارد و بخش درون، ابتدا از عشق سپس از زمان و در آخر از مرگ می‌گوید. «بیرون» همان‌طور که از نامش بر می‌آید به سفر می‌پردازد و «درون» به بازگشت، و این حرکت مهم دو جانبه از بیرون به درون و برعکس مانند دم و بازدم بین این دو بخش مجموعه جریان دارد. از آنجا که بوویه در حین سفر در ایران هم اقامت داشته‌است چندین شعر بخش بیرون به مناظر شهرهای ایران از جمله تبریز اختصاص یافته‌است. این مجموعه توسط مریم جلالی فراهانی به فارسی ترجمه شده‌است و به وسیلهٔ انتشارات نصیرا روانه بازار گشته است.